# Bermuda i olympiska sommarspelen 1952
Bermuda deltog med sex deltagare vid de olympiska sommarspelen 1952 i Helsingfors. Ingen av landets deltagare erövrade någon medalj.